# Anthaxia millefolieta
Anthaxia millefolieta es una especie de escarabajo del género Anthaxia, familia Buprestidae. Fue descrita científicamente por Svoboda in Kubá & Svoboda en 2006.

## Distribución
Se distribuye por las ecozonas del Neártico, Neotrópico, región indomalaya, Paleártico y región afrotropical.